# Кшепелюв
Кшепелюв (пол. Krzepielów) — село в Польщі, у гміні Слава Всховського повіту Любуського воєводства.
Населення — 747 осіб (2011).
У 1975-1998 роках село належало до Зеленогурського воєводства.

## Демографія
Демографічна структура станом на 31 березня 2011 року:
|          | Загалом | Допрацездатний вік | Працездатний вік | Постпрацездатний вік |
| -------- | ------- | ------------------ | ---------------- | -------------------- |
| Чоловіки | 387     | 93                 | 261              | 33                   |
| Жінки    | 360     | 81                 | 207              | 72                   |
| Разом    | 747     | 174                | 468              | 105                  |